# Горячее
Горя́чее — озеро на острове Кунашир в северо-восточной части кальдеры вулкана Головнина. Иногда, из-за почти полного отсутствия в воде живых организмов, озеро называют мёртвым, хотя в местах выхода пресных источников встречаются небольшие рыбы. В озере также обитают мелкие ракообразные и другие представители фауны, приспособившиеся к кислой воде.
Озеро расположено на высоте 130 м над уровнем моря, имеет глубину 62 метра и площадь 4,5 км², занимая около трети всей кальдеры. Площадь водосбора — 17,1 км². В этой же кальдере расположено озеро Кипящее, отделённое от Горячего скалой, но соединённое с ним искусственным каналом. Вода в озере бирюзового цвета.
Несмотря на название «Горячее», повышенную температуру имеет только одна — южная часть озера, где находятся донные термальные источники, также вода подогревается по каналу из Кипящего. Кроме термальных источников в озере периодически возникают небольшие потоки жидкой, но быстро застывающей серы.
Из западного конца озера берёт начало речка Озёрная, которая по склонам вулкана стекает в Кунаширский пролив Охотского моря.